# Jesús María, Ahualulco de Mercado
Jesús María är en ort i Mexiko.   Den ligger i kommunen Ahualulco de Mercado och delstaten Jalisco, i den centrala delen av landet, 600 km väster om huvudstaden Mexico City. Jesús María ligger 914 meter över havet och antalet invånare är 474.
Terrängen runt Jesús María är kuperad åt nordost, men åt sydväst är den bergig. Jesús María ligger nere i en dal. Runt Jesús María är det ganska tätbefolkat, med 56 invånare per kvadratkilometer. Närmaste större samhälle är Guachinango, 15,0 km sydväst om Jesús María. I omgivningarna runt Jesús María växer huvudsakligen savannskog.